# グレーズ郡 (フロリダ州)
グレーズ郡（グレーズぐん、英: Glades County）は、アメリカ合衆国フロリダ州のフロリダ半島南部に位置する郡である。2010年国勢調査での人口は12,884人であり、2000年の10,576人から21.8%増加した。郡庁所在地はムーアヘイブン市（人口1,680人）であり、同郡で人口最大の都市でもある。

## 歴史
グレーズ郡となった地域には数千年前からインディアンが住んでいた。ヨーロッパ人がこの地域に入ってきた後、戦争沙汰や疫病の蔓延によって、インディアンの人口は激減した。スペインの支配下にあった18世紀、ジョージア州からクリーク族などの部族が現在のフロリダに移ってきた。奴隷状態から逃げ出したあるいは難破した船から逃げ出したアフリカ人やアフリカ系アメリカ人もこの地域に入ってきて、マルーンと呼ばれる集団社会を作った。民兵を務める代わりにスペイン人から自由を与えられた者もいた。これら多民族の中からセミノール族が造られていった。セミノール族の近くに集落を造ったアフリカ系の子孫は、ブラック・セミノールと呼ばれるようになった。19世紀、イギリス系アメリカ人の開拓地が増加したことから生じた圧力で起きたセミノール戦争の後で、セミノール族の大半と多くの黒人はインディアン準州に移住させられた。
グレーズ郡は1921年に設立された。郡名はフロリダ・エバーグレイド（大湿地の国立公園）から採られた。
グレーズ郡はフロリダ州最古クラスの祭を復活させている。チャロ・ニトカと呼ばれるこの祭は郡祭に似て、地元の歴史と文化を祝うものである。また地元セミノール族と開拓者の間の長く友好的な関係に注意を向けさせるものでもある。郡内にはブライトン・セミノール・インディアン居留地がある。

## 地理
アメリカ合衆国国勢調査局に拠れば、郡域全面積は986.43平方マイル (2,554.8 km2)であり、このうち陸地773.64平方マイル (2,003.7 km2)、水域は212.79平方マイル (551.1 km2)で水域率は21.57%である。

### 隣接する郡
- ハイランズ郡 - 北
- オキーチョビー郡 - 北東
- マーティン郡 - 東
- パームビーチ郡 - 南東
- ヘンドリー郡 - 南
- リー郡 - 南西
- シャーロット郡 - 西
- デソト郡 - 北西

## 人口動態
以下は2000年の国勢調査による人口統計データである。
| 基礎データ - 人口: 10,576人 - 世帯数: 3,852 世帯 - 家族数: 2,765 家族 - 人口密度: 5人/km2（14人/mi2） - 住居数: 5,790軒 - 住居密度: 3軒/km2（8軒/mi2） 人種別人口構成 - 白人: 76.99% - アフリカン・アメリカン: 10.53% - ネイティブ・アメリカン: 4.93% - アジア人: 0.33% - 太平洋諸島系: 0.02% - その他の人種: 5.63% - 混血: 1.58% - ヒスパニック・ラテン系: 15.07% | 年齢別人口構成 - 18歳未満: 22.1% - 18-24歳: 7.6% - 25-44歳: 27.0% - 45-64歳: 24.5% - 65歳以上: 18.8% - 年齢の中央値: 40歳 - 性比（女性100人あたり男性の人口） - 総人口: 121.5 - 18歳以上: 125.4 世帯と家族（対世帯数） - 18歳未満の子供がいる: 25.8% - 結婚・同居している夫婦: 58.3% - 未婚・離婚・死別女性が世帯主: 8.6% - 非家族世帯: 28.2% - 単身世帯: 22.7% - 65歳以上の老人1人暮らし: 11.4% - 平均構成人数 - 世帯: 2.51人 - 家族: 2.91人 | 収入と家計 - 収入の中央値 - 世帯: 30,774米ドル - 家族: 34,223米ドル - 性別 - 男性: 29,196米ドル - 女性: 20,987米ドル - 人口1人あたり収入: 15,338米ドル - 貧困線以下 - 対人口: 15.2% - 対家族数: 10.7% - 18歳未満: 18.2% - 65歳以上: 11.2% |

## 都市と町
- バックヘッドリッジ（未編入）
- ムーアヘイブン - 郡庁所在地
- レイクポート（未編入）
- パームデール（未編入）
- ブライトン・セミノール・インディアン居留地
- ミュース（未編入）

## 政治
| 年     | 共和党 | 民主党 | その他 |
| ------ | ------ | ------ | ------ |
| 2008年 | 59.5%  | 39.3%  | 1.3%   |
| 2004年 | 58.3%  | 41.0%  | 0.6%   |
| 2000年 | 54.7%  | 42.9%  | 2.4%   |

## エネルギーと環境
フロリダ公共事業委員会が、グレーズ郡に大規模な石炭焚き発電所を作りたいというフロリダ・パワ・アンド・ライト社の要請を全会一致で否決した。これはオキーチョビー湖の西7マイル (11 km) に計画されていた。グレーズ郡政委員会は2007年にオキーチョビー湖岸の南西に、広さ200エーカー1(0.8 km2) の埋め立て地建設を認めていた。

### 政府関連
- Glades County Supervisor of Elections info
- Glades County Sheriff bio
- Glades County Tax Collector info

### 特殊地区
- Glades County School District
- South Florida Water Management District
- Heartland Library Cooperative

### 司法関連
- Glades County Clerk of Courts
- Public Defender, 20th Judicial Circuit of Florida serving Charlotte, Collier, Glades, |Hendry and Lee Counties
- Office of the State Attorney, 20th Judicial Circuit of Florida
- Circuit and County Court for the 20th Judicial Circuit of Florida

座標: 北緯26度57分 西経81度11分 / 北緯26.95度 西経81.19度